# Stanisław Skupień
Stanisław Skupień (* 26. April 1907 in Zakopane; † 11. Juli 1983 ebenda) war ein polnischer Skilangläufer.
Skupień, der für den SN PTT Zakopane startete, belegte bei seiner einzigen Teilnahme an Olympischen Winterspielen im Februar 1932 in Lake Placid den 31. Platz über 18 km. Zudem nahm er dort am 50-km-Lauf teil, den er aber vorzeitig beendete. Bei den Nordischen Skiweltmeisterschaften 1933 in Innsbruck errang er den 98. Platz über 18 km und den siebten Rang mit der Staffel und bei den Nordischen Skiweltmeisterschaften 1939 in Zakopane den 62. Platz über 18 km. Bei polnischen Meisterschaften siegte er fünfmal mit der Staffel (1930–1933, 1936).